# Ramón Sebastián Britez
Ramón Sebastián Britez (Buenos Aires, Argentina; 19 de enero de 1969) es un exfutbolista argentino que se desempeñaba como defensor. Integró varios planteles a lo largo de sus 20 años de carrera profesional donde se destaca su paso por el C.A. Huracán con el cual obtiene el campeonato de 1990 y el ascenso a Primera División. Debutó muy joven con Huracán y llegó a formar parte de la Selección de fútbol de Argentina sub-17 participando en la Copa Mundial de Fútbol Sub-17, realizado en la República Popular China en 1985. Se retiró en 2002 en Patronato. Actualmente se desempeña como Director Técnico de fútbol profesional.

## Trayectoria como jugador
| Club                   | País      | Año       |
| ---------------------- | --------- | --------- |
| C.A. Huracán           | Argentina | 1987-1994 |
| Club Deportivo Mandiyú | Argentina | 1994-1995 |
| Banfield               | Argentina | 1995-1996 |
| Nueva Chicago          | Argentina | 1996-1997 |
| Atlético Tucumán       | Argentina | 1997-1998 |
| Colón                  | Argentina | 1998-1999 |
| Patronato              | Argentina | 1999-2002 |

## Palmarés como jugador

### Campeonatos nacionales
| Club                             | País      | Año       |
| -------------------------------- | --------- | --------- |
| C.A. Paraná                      | Argentina | 2004      |
| Deportivo Paraguayo              | Argentina | 2016      |
| Talleres (RdE) (Juveniles)       | Argentina | 2017-2018 |
| Sport Club Internacional (Bs.As) | Argentina | 2018-2019 |

| Título                           | Club    | País      | Torneo  |
| -------------------------------- | ------- | --------- | ------- |
| Segunda División de Argentina    | Huracán | Argentina | 1989/90 |
| Clasificación Copa Conmebol 1993 | Huracán | Argentina | 1992/93 |